# Gunton
Gunton är en ort i civil parish Lowestoft, i distriktet East Suffolk i grevskapet Suffolk, i England. Orten är belägen 2 km från Lowestoft. Gunton var en civil parish fram till 1934 när blev den en del av Lowestoft. Civil parish hade 110 invånare år 1931.